# Hipòlita Roís de Liori i de Montcada
Hipòlita Roís de Liori i de Montcada   (València, 1479 - Madrid, 1546), coneguda també com La trista comtessa de Palamós, va ser una noble i escriptora valenciana.

## Biografia
Filla de Joan Roís de Liori i de Beatriu de Montcada i de Vilaragut, barons de Riba-roja Els Roís de Liori eren una família noble procedent d'Aragó, establerts al regne de València des de la Reconquesta.
El 3 d'abril de 1501 es va casar amb Lluís de Requesens i es va traslladar al Principat. Hipòlita va aportar al matrimoni un dot de 160.000 sous. Van tenir dos fills: Gaspar, que va morir de nen, i Estefania, coneguda pel seu casament amb Juan de Zúñiga, preceptor de l'infant Felip, i pel seu epistolari.
El seu marit va morir el 31 de desembre de 1509, convertint Hipòlita en usufructuària de totes les possessions del marit, un dels patrimonis més importants del país: la baronia i el castell de Castellví de Rosanes; la baronia i vila de Martorell, amb el palau; les parròquies de Sant Esteve Sesrovires, Abrera, Sant Andreu de la Barca, Sant Vicenç de Castellbisbal i Sant Pere d'Abrera. També del palau, la baronia i la vila de Molins de Rei, amb els molins, amb Santa Creu d'Olorda i Sant Bartomeu; i del Palau Reial Menor de Barcelona.

### Administració i gestió del patrimoni
Hipòlita va dedicar la vida a conservar-lo i engrandir-lo, a base de moltes hores de feina i algunes transgressions. Va haver de respectar la disposició testamentària que no li permetia tornar-se a casar, perquè comportava perdre l'usdefruit del patrimoni. Però el primer que va fer sent vídua va ser apropiar-se del títol de comtessa de Palamós, que pertanyia al marit, i segons el testament en cas de mort sense descendència masculina havia de retornar a la seva neboda Isabel de Requesens i Enríquez. Hipòlita no el va retornar, va començar a signar les cartes com «la trista comtessa», i a les dues dames, Hipòlita i la neboda, se les coneix com a «comtesses de Palamós».
Hipòlita no va respectar tampoc la disposició del testament en relació amb el futur matrimoni de la filla. Estefania s'havia de casar amb algun parent Requesens per tal de conservar el cognom, però es va casar amb Juan de Zúñiga-Avellaneda y Velasco, camarlenc del rei i futur preceptor del príncep Felip. A l'epistolari es comprova que el casament el motivava la intenció d'obtenir privilegis i favors reials per als negocis propis, de la família i dels amics. Quan la filla es va casar, amb l'excusa que era a la Cort va continuar tenint l'usdefruit i administrant un patrimoni que ja no li pertanyia. Amb això va tornar a transgredir el testament.
La voluntat de posseir la baronia de Riba-roja la va portar a iniciar un dels plets més famosos del seu temps. Hi va intervenir la cúria romana i l'emperador, i a la llarga va provocar la ruïna de la família. La baronia de Riba-roja era herència de la neboda de Hipòlita, Beatriu de Margarit, la qual era monja dominica del convent de Santa Caterina de València. Segons el testament, la baronia pertanyia a Hipòlita si la neboda moria sense descendència. Beatriu havia entrat en el convent a la mort de la seva mare amb 13 anys de forma provisional, a l'espera de ser recollida per la tia. Amb tot, les monges la van convèncer de professar.
Va ser un plet a tres parts pel control de la baronia, entre Hipòlita, que va prendre possessió de la baronia en nom de la filla, Estefania; les monges de Santa Caterina de València; i la neboda, Beatriu, que volia sortir del convent al·legant que hi havia entrat contra la seva voluntat. Aquest plet va obligar Hipòlita a instal·lar-se a València el 1533 i a viure-hi quatre anys. Un cop morta Hipòlita el 1546, Beatriu, que havia sortit del convent i s'havia casat amb el noble Gabriel Rojas, va reclamar a Estefania el dret sobre la baronia i el valor de totes les rendes produïdes durant els anys que l'havia posseït. Allò va representar un gran cop econòmic. La família va passar a dependre del favor reial i dels casaments convinguts, amb els quals el cognom Requesens es va acabar perdent.

### Empresària tèxtil
Després del plet de Riba-roja i els anys a València, Hipòlita va tornar a Barcelona i es va dedicar al negoci tèxtil, aprofitant un privilegi reial. L'emperadriu Isabel havia concedit al seu gendre Juan de Zúñiga un privilegi de trenta anys per a poder construir uns molins de cardar draps a Catalunya. Hipòlita va fer una inversió amb ànim de lucre, a fi d'introduri al Principat un aparell desconegut, que substituïa l'antiga perxa.
{{Citació|Y à molta differència del que s'aparella en l'art al que s'aparella a la percha y encara troben que guanyen més de dos alnes per drap, que s'alarga en l'art sense valerne menys, perquè ab lo pes d'ell mateix se allarga, y allargant-se fornex de manera que no se'n pot tornar encara que·l mullassen, com fan los que stiren per força, aprés que són cardats. Y encara se à vist un altra esperiència [sic], que y àn portat alguns draps molt fhixos y flachs i·s fornexen y s'endrapen en l'art tant que, aprés que són apparellats, no par que sien aquells; y tan bona prova fan los draps fins com los groses, y los uns com los altres
La introducció d'aquest nou aparell de fusta necessitava un mestre de Segòvia i, per a fer-lo funcionar un paraire de la mateixa ciutat, que en un primer moment no va arribar. Allò va fer que Hipòlita encarregués un manual (memorial) a un paraire valencià mitjançant el seu cosí Benet Honorat Joan, senyor de Tous, el qual era beneficiari del privilegi de cardar draps a València, també obtingut per Juan de Zúñiga.
L'aparell es va construir primer a Martorell, a la primera prova es va veure que funcionava molt millor que la perxa, tot i que els draps catalans eren més llargs que els de Segòvia. L'arribada posterior del mestre paraire de Segòvia va permetre resoldre part dels problemes, alhora que va ensenyar l'ofici als de Martorell.
Hipòlita va preveure que fusters catalans, entre ells un vassall seu, aprenguessin del mestre de Segòvia a construir l'aparell. L'èxit va despertar ràpidament l'interès dels paraires catalans, Hipòlita va entrar a formar part de la confraria i es va convertir en la fabricant de l'aparell, que va vendre als confrares.
Finalment, acabats plets i negocis, l'any 1540 va viatjar a Madrid, a la cort, amb la filla i els nets, on va viure vida familiar. L'any 1542 va tornar a Barcelona a supervisar les obres de la Capella del Palau Menor. Va tornar a Madrid el 1545, quan va morir el gendre i dos dels nets. L'any 1546 va fer testament i va morir a los Alcazares de Madrid, i va ser enterrada a l'església de la Concepció.

## Epistolari
De casada havia començat un epistolari, que va mantenir fins a la mort. Se n'han conservat 872 cartes, de les quals 89 escrites per ella. Gràcies a aquestes cartes s'ha pogut reconstruir la vida d'Hipòlita i una visió de la vida de la dona a l'època. Conservat a l'Arxiu del Palau de la família Requesens, conté 872 cartes, de les quals 89 foren escrites per ella.
Les cartes mostren una dona forta, negociadora, capaç d'exercir poder sobre homes i dones al seu servei i capaç d'influir en altres, tant per conservar i engrandir el patrimoni com per defensar els interessos familiars. Alhora va ser una matriarca que tenia cura de la llar i dels seus estadants, i també de la transmissió a la generació següent de tota una cultura rebuda de la dona, que comprenia des d'aspectes religiosos i morals fins a qüestions pràctiques, relacionades amb el matrimoni, la procreació, la cura dels malalts, l'alimentació, la fabricació dels ungüents, etc. Per aquest motiu l'epistolari ofereix també una visió de la vida de la dona a l'època.